# Vitali Korotitch
Vitali Korotitch (en russe : Вита́лий Алексе́евич Коро́тич), né le 26 mai 1936 à Kiev, est un journaliste, poète et écrivain soviétique et ukrainien, écrivant en russe et en ukrainien. Il s'est fait connaitre à l'époque de la perestroïka lorsqu'il occupe le poste de rédacteur en chef du magazine Ogoniok (1986-1991),,,.

## Biographie
En 1989, le magazine World Press Review lui confère le titre International Editor of the Year.